# Futur (finances)
Un contracte de futurs és un contracte o acord que obliga les parts contractants a comprar o vendre un nombre determinat de béns o valors (actiu subjacent) en una data futura i determinada, i amb un preu establert per endavant. Aquests contractes es negocien en el que s'anomena mercat a terme o mercat de futurs. L'actiu subjacent d'un contracte de futurs pot ser una matèria primera, una divisa, una acció, un instrument financer o actius intangibles o ítems de referència com els  índexs borsaris o els tipus d'interès.
Els contractes de futurs són una categoria dins dels contractes de  derivats.

## Utilitat del contracte de futurs
Hi ha dos motius pels quals algú pot estar interessat en contractar un futur:
- Operacions de cobertura: la persona té o tindrà el bé subjacent en el futur (petroli, gas, taronges, blat, etc.) i el vendrà en un futur. Amb l'operació vol assegurar un preu fix avui per a l'operació de demà.
- Operacions especulatives: la persona que contracta el futur només busca especular amb l'evolució del seu preu des de la data de la contractació fins al venciment.

## Conceptes
- Estar llarg 
 Qui compra contractes de futurs, adopta una posició llarga, de manera que té el dret a rebre en la data de venciment del contracte l'actiu subjacent objecte de la negociació. Bàsicament significa comprar avui per vendre demà o invertir avui per demà recuperar el nominal més les plusvàlues.

- Estar curt 
 Qui ven contractes adopta una posició curta davant el mercat, de manera que en arribar la data de venciment del contracte ha de lliurar el corresponent actiu subjacent, rebent a canvi la quantitat de diners acordada en la data de negociació (venda) del contracte de futurs. Bàsicament significa finançar-se avui amb la venda de l'actiu que encara no tenim, prenent l'obligació de retornar l'actiu demà.

La terminologia reflecteix les expectatives de les parts: el comprador espera que el preu de l'actiu augmenti, mentre que el venedor espera que el preu disminueixi.

### Característiques dels instruments derivats negociats en mercats organitzats
- Normalització dels contractes negociats. Són iguals per a tots els participants en el mercat:
  - l'actiu subjacent
  - la mida o objecte del contracte
  - la data de venciment
  - la forma de liquidar el contracte al venciment;
- Existència d'un sistema de garanties i liquidació diària de posicions en el qual tots els contractants han de dipositar una garantia quan prenen una posició en el mercat. A més hi ha una liquidació diària de les posicions obertes (contractes no tancats) al preu de tancament de mercat. És a dir, els guanys i pèrdues es recullen a mesura que es va consumint la vida del contracte.
- Existència de mecanismes en el mercat per fer possible la liquidació diària de tots els contractants: el creador del mercat ( market maker ) ha d'oferir cotitzacions de forma contínua.
- Eliminació del risc de contrapartida en les operacions de futurs. El risc de contrapartida que existeix en aquestes operacions queda eliminat amb l'existència d'una cambra de compensació ( Clearing House ) vinculada en la seva operativitat a la societat rectora del mercat i encarregada d'organitzar el mercat i d'eliminar el risc de mercat associat a les operacions.

### Cambra de Compensació
- La  Cambra de Compensació (en anglés: Clearing House) estableix un sistema de garanties. Els seus eixos bàsics són:
  - Dipòsits de garantia.
  - Liquidació diària de les pèrdues i guanys.
  - Altres mesures complementàries (límits de posicions, comissió de supervisió i vigilància, membres reconeguts, sistema de negociació, liquidació i compensació en temps real, etc).
- L'existència de la Cambra permet que les parts negociadores d'un contracte no s'obliguin entre si, sinó que ho fan amb la Cambra, fet que suposa eliminar el risc de contrapartida i permetre l'anonimat de les parts en el procés de contractació.
- Funcions:
  - Actua com a contrapartida de les parts contractants, sent comprador per la part venedora i venedor per la part compradora.
  - Determina diàriament els dipòsits de garantia per posicions obertes.
  - Liquida diàriament les pèrdues i guanys.
  - Liquida els contractes al venciment.

- Control i supervisió dels sistemes de compensació i liquidació. Són funcions que exerceix la Cambra de Compensació, garantint el bon fi de les operacions a través de la subrogació en les mateixes. Com la Cambra elimina el risc de contrapartida per als que negocien al mercat, ha d'establir un mecanisme de garanties que li permeti no incórrer en pèrdues davant una possible insolvència d'algun membre del mercat. Per a això exigeix un  dipòsit de garantia  determinat en funció del nombre i tipus de contractes comprats o venuts. Perquè aquesta garantia romangui inalterable, la Cambra de Compensació l'ajusta diàriament per mitjà de l'actualització de dipòsits o liquidació de pèrdues i guanys.

## Usos dels contractes de futurs
Amb independència que un contracte de futurs es pot comprar amb la intenció de mantenir el compromís fins a la data del seu venciment, també pot ser utilitzat com a instrument de cobertura en operacions de tipus especulatiu, ja que no cal mantenir la posició oberta fins a la data de venciment; en qualsevol moment es pot tancar la posició amb una operació de signe contrari a la inicialment efectuada: quan es té una posició compradora, pot tancar-se sense esperar a la data de venciment simplement venent el nombre de contractes compradors que es posseeixin; de forma inversa, algú amb una posició venedora pot tancar la posició anticipadament acudint al mercat i comprant el nombre de contractes de futurs precisos per a compensar la seva posició.
- Comprar un futur consisteix en un contracte estandarditzat que suposa per al comprador l'obligació de comprar l'actiu subjacent a un preu fixat avui, anomenat preu del futur, en la data de venciment del contracte. Si un cop arribat el venciment el preu del futur és menor que el preu de liquidació, hi haurà benefici; en cas contrari hi haurà pèrdues.

- Vendre un contracte de futur consisteix en un contracte estandarditzat que suposa per al venedor l'obligació de vendre l'actiu subjacent al preu del futur a la data del venciment. Si un cop arribat el venciment el preu del futur és més gran que el preu de liquidació, hi haurà benefici; en cas contrari hi haurà pèrdues.

- Negociar un contracte de futur implica:
  - Liquidació diària de pèrdues i guanys. Tots els dies, quan es tanca la sessió, es procedeix al càlcul de les pèrdues i guanys generats per cada posició.
  - Unes garanties que consisteixen en un dipòsit que la càmera exigeix al contractar futurs.

## Antecedents

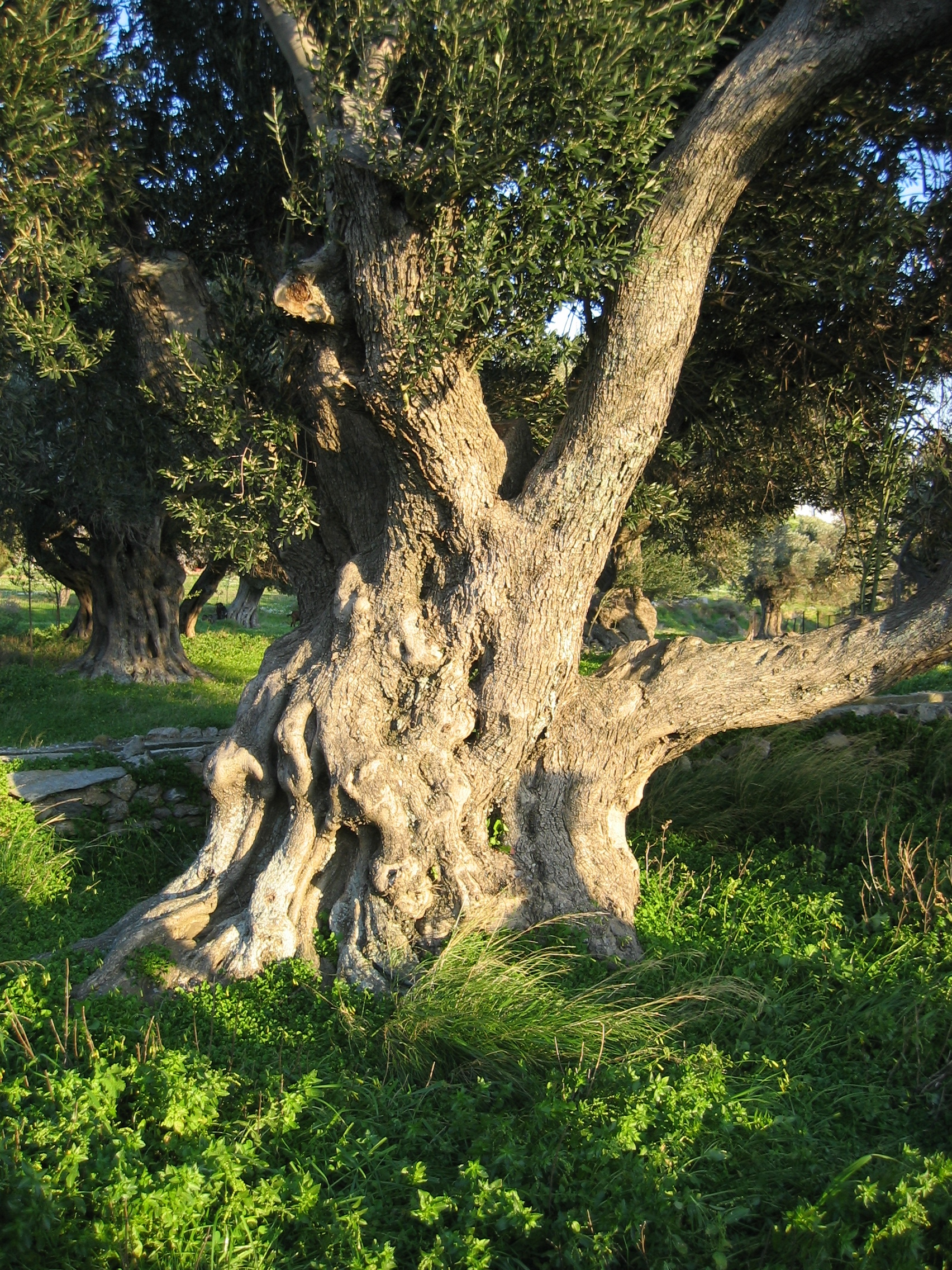
Tronc d'una olivera grega. Actualment els contractes de futurs sobre l'oli d'oliva es negocien al Mercat de Futurs de l'Oli d'Oliva

Ja en la Grècia clàssica, el filòsof Aristòtil (Política, I, 11, 1259a) va descriure la història de Tales de Milet, un filòsof de Milet que va desenvolupar «honest artifici» financer. Tales va usar els seus coneixements en meteorologia per predir que la collita d'oliva seria excepcionalment bona l'hivern següent; confiat en la seva predicció va llogar totes les premses d'oli de Milet i Quíos. Tales va negociar amb èxit amb els premsadors perquè ningú sabia si en el futur la collita seria abundant o no, de manera que els premsadors estaven disposats a protegir-se contra la possibilitat d'una baixa collita, fet que suposaria que les seves premses no serien llogades i no tindrien cap ingrés; amb l'oferta de Tales s'asseguraven, en el present, uns ingressos futurs segurs, traspassant tot el risc a Tales. Quan arribà l'hivern la collita fou excepcional i la demanda de premses per fer oli d'oliva es disparà, de manera que Tales, que tenia l'ús exclusiu de les premses d'oli, fixà un preu al seu gust i va fer una gran quantitat de diners.

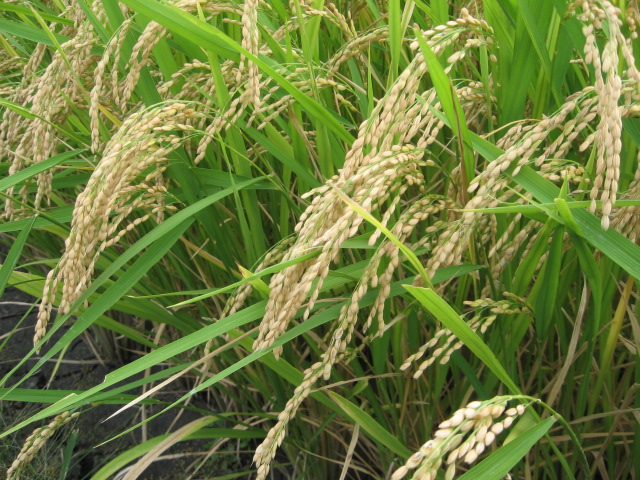
Camp d'arròs al Japó. L'arròs era la principal font d'ingressos del samurai, i el primer mercat on es van negociar de manera organitzada contractes a termini va ser a la Borsa d'Arròs Dojima (Osaka, Japó)

El primer mercat on es van negociar —recomprar o revendre— de manera organitzada «contractes a termini» negociats prèviament entre dos particulars —contractes forward— va ser a la Borsa d'Arròs Dojima (Osaka, Japó), durant la dècada de 1730. La Borsa d'Arròs Dojima s'havia fundat el 1697, però durant els primers anys del 1730 els preus de l'arròs s'havien enfonsat. Malgrat que la caiguda del preu de l'arròs semblava positiva pels compradors, a l'economia japonesa de l'aleshores l'arròs feia les funcions de diner com a medi d'intercanvi. A més, el principal ingrés dels guerrers samurai provenia del cultiu l'arròs, el qual un cop convertit en moneda quedava en res, fet que provocà el pànic. Com a conseqüència de tot plegat s'estengué una gran fam i esclataren diversos aldarulls. El shogun reaccionà establint un preu mínim de venda de l'arròs el 1735, mentre que els «contractes a termini» negociats prèviament asseguraven un preu conegut i estable pels samurai, podent així transferir el risc als inversors, que llavors revenien o recompraven els contractes a la Borsa d'Arròs Dojima.

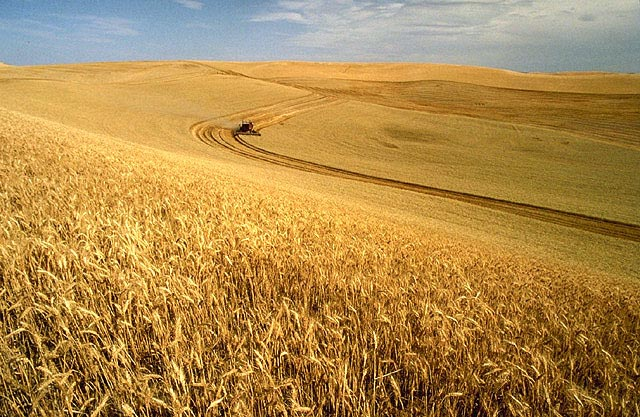
Recollida del blat a Idaho (EUA)

Als Estats Units els mercaders de matèries primeres de Chicago fundaren el 1848 la Chicago Board of Trade (CBOT), un mercat on es podien reunir els agricultors amb els mercaders per negociar i formalitzar «contractes a termini» que asseguressin als agricultors un preu futur i transferissin el risc als mercaders. Però els «contractes a termini» negociats entre dos particulars —contractes forward— presentaven altrament un elevat risc de crèdit, és a dir, hi havia la probabilitat que arribat el termini una de les parts no complís el contracte. A fi de reduir aquest risc el 1865 la CBOT llistà el primer «contracte a termini» estandarditzat, al qual anomenaren contracte de futurs (futures contracts). Aquest tipus de contracte sobre el gra de blat n'estandarditzava la quantitat, la qualitat i la data de venciment, i a més, passava pel filtre de la mateixa CBOT, que era l'encarregada de garantir que les dues parts complirien la seva part del contracte i exigia un marge —una garantia— a tot aquell que volgués signar un contracte de futurs. Els contractes de futurs estandartizats esdevingueren un patró que s'aplicà després a altres mercaderies, i que llavors fou adoptat per tots els mercats mundials. Els actius negociats inicialment, el blat i el cotó, s'ampliaren al llarg del segle XX cobrint d'altres matèries primeres: el 1961 es començaren a negociar els futurs sobre budells de porc, el 1964 sobre el bestiar viu, el 1974 s'aplicaren contractes de futurs sobre la taxa de canvi de set monedes mundials, el 1975 sobre la taxa d'interès; el 1982 s'aplicaren sobre un índex borsari, l'S&P500, i el mateix any sobre els bons nord-americans; al llarg dels anys noranta els mercats de futurs s'informatitzaren i s'internacionalitzaren cobrint tot l'espectre possible d'actius subjacents, establint-se el 1999 contractes de futurs sobre el clima.